# Pasta kanapkowa

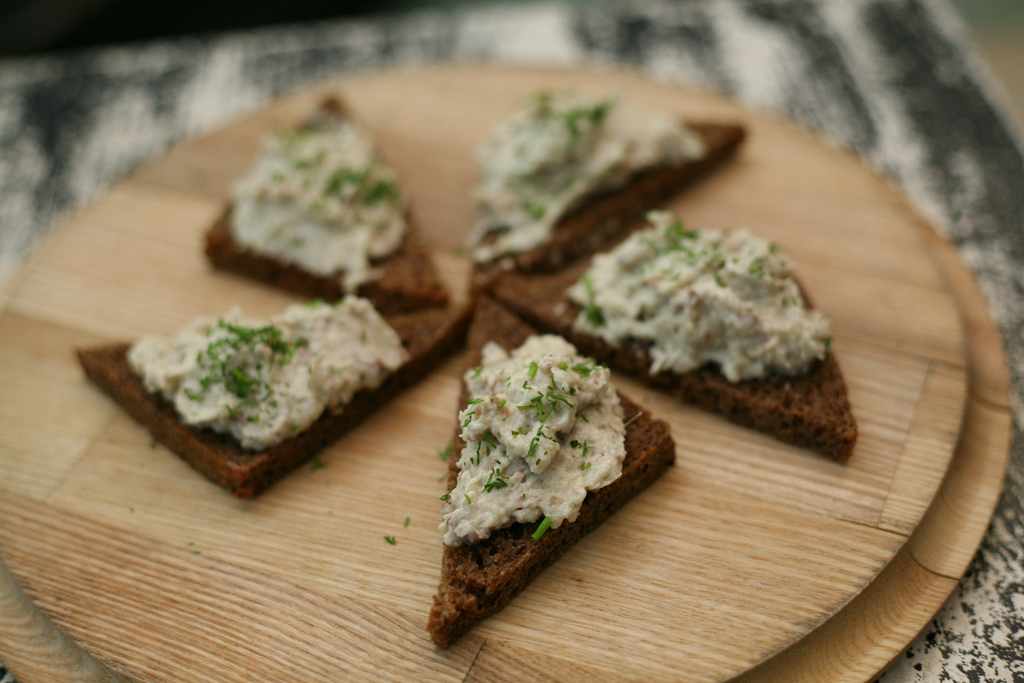
Chleb żytni podany z pastą kanapkową

Pasta kanapkowa – rodzaj produktu spożywczego o konsystencji pasty, służącego jako składnik kanapek. Typowymi, głównymi składnikami past kanapkowych są sery, mięsa (gotowane lub pieczone), wędliny, ryby lub jaja na twardo. W kuchni wegańskiej przygotowuje się np. pasty z roślin strączkowych. Pasty kanapkowe można wyciskać ozdobnie na pieczywo (lub np. krakersy) uprzednio posmarowane masłem. 